# El Vizcaíno
Le sanctuaire de baleines d'El Vizcaíno est situé dans l'océan Pacifique à l'ouest de la péninsule de Basse-Californie au Mexique. Il constitue le secteur aquatique de la réserve de biosphère El Vizcaíno et couvre les lagunes Ojo de Liebre (en) et San Ignacio.
Le sanctuaire est un site d'hivernage d'une importance majeure pour les baleines grises lors de leur migration. Elles s'y reproduisent, s'y reposent et s'y nourrissent. D'autres espèces marines s'y trouvent aussi : des éléphants de mer, des lions de mer, des tortues marines…
Le site a été reconnu en tant que réserve de biosphère en 1993 et il est entré dans la liste du patrimoine mondial de l'UNESCO en 1993.